# Deal or No Deal (Israele)
Deal or No Deal (in ebraico: דיל או לא דיל) è la versione israeliana di Affari tuoi in onda su Channel 10 in Israele. È condotto da Moran Atias, che è anche modella e attrice. Il primo premio è di 1,5 milioni ₪ (pari a 358000 $ USA).
La scelta del concorrente viene effettuata selezionando dieci membri del pubblico, che vengono divisi in due gruppi di cinque. Ad ogni gruppo viene posta una domanda di cultura generale, e il primo membro del gruppo che risponde correttamente alla domanda passa al secondo turno. Nel secondo turno, ad entrambi i giocatori vengono poste domande su nozioni di base. Il primo ad azzeccare due risposte diventa proprio il concorrente. Se un giocatore dà due risposte sbagliate è automaticamente squalificato e l'altro giocatore diventa il concorrente.

## Soldi delle valigette
| Colonna sinistra | Colonna destra |
| ---------------- | -------------- |
| ₪ 0.05           | ₪ 1,000        |
| ₪ 0.25           | ₪ 2,500        |
| ₪ 0.50           | ₪ 5,000        |
| ₪ 0.75           | ₪ 7,500        |
| ₪ 1              | ₪ 10,000       |
| ₪ 5              | ₪ 25,000       |
| ₪ 10             | ₪ 50,000       |
| ₪ 25             | ₪ 75,000       |
| ₪ 50             | ₪ 100,000      |
| ₪ 75             | ₪ 250,000      |
| ₪ 100            | ₪ 500,000      |
| ₪ 250            | ₪ 1,000,000    |
| ₪ 500            | ₪ 1,500,000    |